# Likwidator szkód
Likwidator szkód – osoba i stanowisko w firmach ubezpieczeniowych. Do jej zadań należy likwidacja zgłoszonej szkody objętej polisą ubezpieczeniową, a więc rozpoznanie okoliczności, sporządzenie dokumentacji, przygotowanie samodzielne lub we współpracy z odpowiednim rzeczoznawcą wyceny, przygotowanie decyzji o wysokości i wypłacie odszkodowania.